# Evan Bush

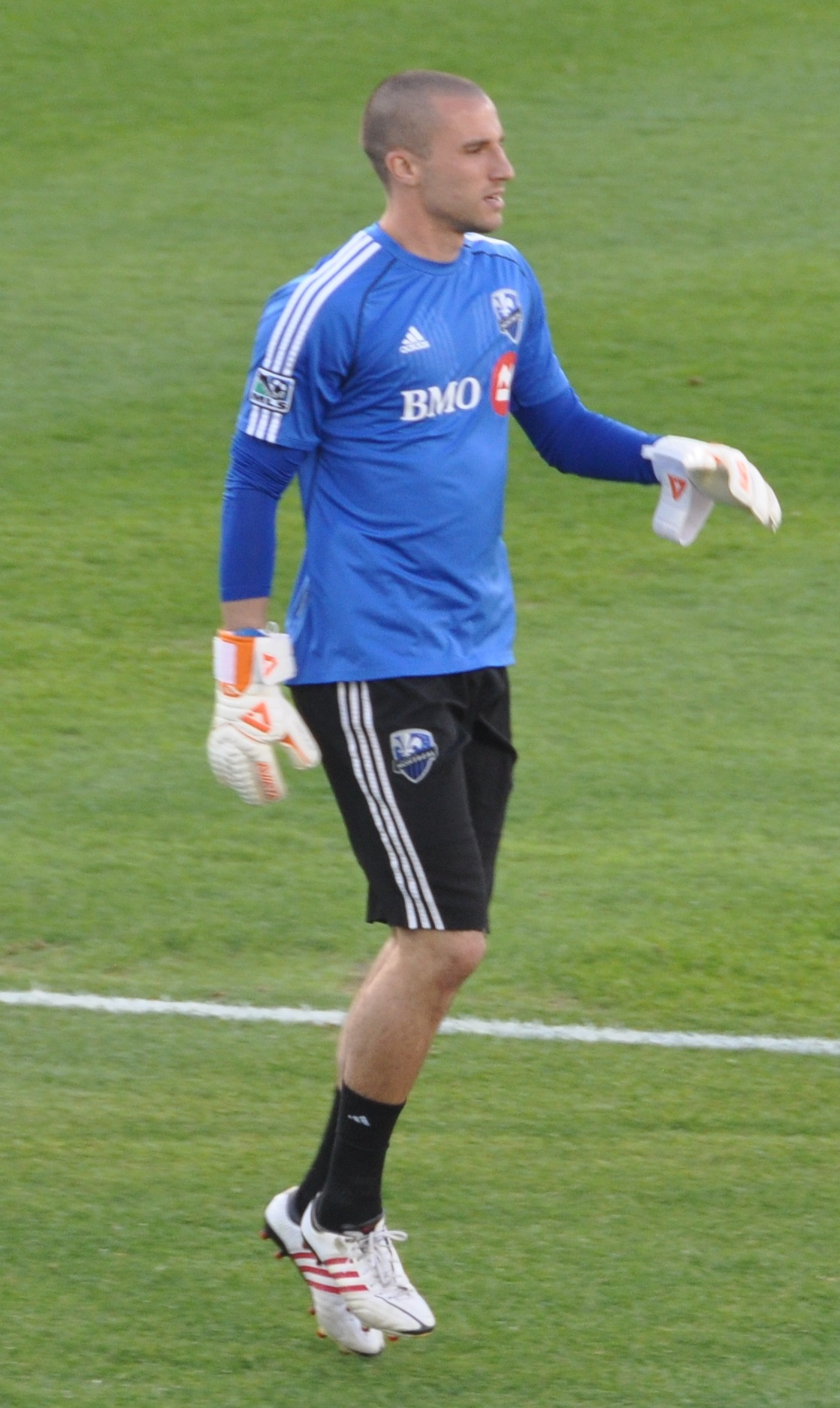
Evan Bush beim Aufwärmen vor dem Spiel gegen den Toronto FC

Evan William Bush (* 6. März 1986 in Concord Township, Ohio) ist ein US-amerikanischer Fußballtorhüter.

## Werdegang

### College
Nach dem Abschluss an der Lake Catholic High School in Mentor, Ohio besuchte Bush die University of Akron und spielte für die dortige College-Mannschaft Akron Zips. Während dieser Zeit wurde in die Auswahl der NSCAA all-Great Lakes Region berufen. Also wurde er dreimal in die All-Mid American Conference Auswahl berufen. Neben dem College spielte er noch für Chicago Fire Premier, Cleveland Internationals und Cape Cod Crusaders in der USL Premier Development League. 

### Major League Soccer
2009 spielte Bush sein erstes Profispiel für die Cleveland City Stars, insgesamt absolvierte er dort sieben Spiele. Im darauffolgenden Jahr unterschrieb er bei Crystal Palace Baltimore, für die er 25 Mal im Einsatz war.
Im März 2011 folgte der Wechsel zu Montreal Impact, wo er sich zunächst nicht gegen den Stammtorhüter Bill Gaudette durchsetzen konnte. Nachdem dieser sich verletzt hatte, kam Bush regelmäßig in der North American Soccer League zum Einsatz. 2012 erfolgte der Wechsel von Montreal Impact in die MLS, wo er sich allerdings nicht gegen seinen Teamkollegen Troy Perkins durchsetzen konnte. Sein erstes Spiel in der Major League Soccer absolvierte Bush am 30. Juni 2012 gegen D.C. United, was zugleich sein einziges Spiel der Saison 2012 darstellte. Nach der Saison nahm Bush in Freundschaftsspielen gegen internationale Gegner wie Olympique Lyon und die AC Florenz teil.
In der MLS-Saison 2013 kam Bush hinter Perkins in ebenfalls nur einem Spiel zum Einsatz. Zugleich war Bush der Stammtorwart in der Canadian Championship (vier Spiele) und der CONCACAF Champions League (ebenfalls vier Spiele). Während der Saison 2014 entschied Trainer Frank Klopas nach einem Torwartfehler des Stammtorhüters Troy Perkins, bis auf Weiteres auf Evan Bush setzen zu wollen. So kam Bush in der Saison auf 13 Ligaspiele.
Am Ende der CONCACAF Champions League 2014/15 wurde er zum besten Torhüter des Turniers ernannt.

### Erfolge
Canadian Championship
2013, 2014

## Privates
Bush ist mit seiner Frau Colleen verheiratet. Die beiden haben eine Tochter.